# Schuldeiser
Een schuldeiser (soms ook crediteur genoemd) is een rechtssubject dat een schuldvordering heeft op een schuldenaar (of debiteur), zijnde een aanspraak op een prestatie (iets doen, iets niet doen of iets geven). Vanuit de andere zijde bekeken is de tussen hen bestaande verbintenis een schuld. De basisverhoudingen tussen deze begrippen worden geregeld in het verbintenissenrecht.
Na het sluiten van een wederkerige overeenkomst, maar voordat er prestaties zijn geleverd, zijn beide partijen zowel schuldeiser als schuldenaar. Nadat de ene partij de overeengekomen prestatie heeft geleverd en de andere nog niet, is de eerstgenoemde partij alleen schuldeiser en de andere alleen schuldenaar. De ene prestatie is bijvoorbeeld de levering van goederen of diensten, en de andere de betaling daarvan.
Ook een onrechtmatige daad creëert een schuldeiser en een schuldenaar, welke laatste aansprakelijk is om de schade te vergoeden.
Wanneer een opeisbare schuld niet wordt voldaan, kunnen schuldeisers hun aanspraak langs gerechtelijke weg afdwingen, in laatste instantie via een beroep op het executierecht.
Vooraf kunnen ze zich door persoonlijke of zakelijke zekerheden proberen in te dekken tegen een wanprestatie.
Wanneer meerdere schuldeisers met tegenstrijdige aanspraken verhaal nemen op hetzelfde (deel)vermogen, is er sprake van samenloop. Er wordt dan een rangorde gemaakt tussen chirografaire en bevoorrechte schuldeisers. Zo kent het Nederlands recht bij een faillissement een volgorde van schuldeisers.